# Don't Kill It

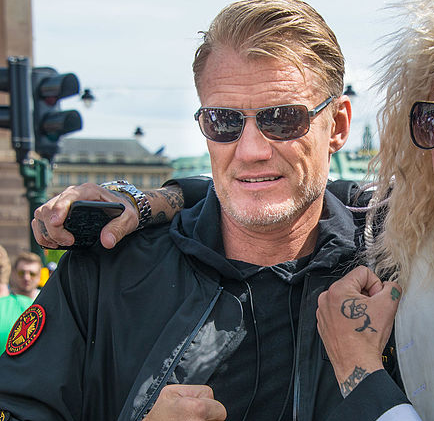
L'acteur Dolph Lundgren en 2015, à Stockholm, Suède.

Don't Kill It (litt. « Ne le tue pas ») est un film d'horreur comique américain sorti en 2016 et réalisé par Mike Mendez.

## Fiche technique
- Titre : Don't Kill It
- Réalisation : Mike Mendez
- Scénario : Dan Berk et Robert Olsen
- Décors : Brendan Callaghan
- Costumes : Tisha Myles
- Photographie : Samy Inayeh
- Montage : Cam McLauchlin
- Musique : Blitz//Berlin, Joseph Murray, Menalon Music et Lodewijk Vos
- Production : Jonathan Bronfman et Casey Walker
- Sociétés de production : Archstone Pictures, Burning Sky Films, Bottom Line Entertainment et Eyevox
- Sociétés de distribution : Archstone Distribution (États-Unis), M6 Vidéo (France)
- Pays d'origine :  États-Unis
- Langue originale : anglais
- Format : couleur - 35 mm
- Genre : Comédie horrifique, fantastique
- Durée : 83 minutes
- Date de sortie :
  -  États-Unis : 27 août 2016 (Fantasy Filmfest) ; 3 mars 2017 (sortie nationale)
  -  France : 6 septembre 2017 (DVD)

## Distribution
- Dolph Lundgren (VF : Antoine Tomé) : Jebediah Woodley
- Kristina Klebe (VF : Nikie Lescot) : l'agent Evelyn Pierce
- Tony Bentley (VF : Yann Pichon) : le shérif Dunham
- James Chalke (VF : Jean-Christophe Lecomte) : le pasteur Erikson
- Miles Doleac : le diacre Shepard
- Otis Willard : Toby Bronson
- Michelle West (VF : Judith Mestre) : Amber
- Toby Bronson (VF : Charles Mendiant) : Otis Willard
- Todd Farmer : Marcus
- Dawn Ferry : Wendy
- Thomas Owen : Jeremy
- Billy Slaughter : l'agent Jackson
- Aaron McPherson (VF : Jean-Pierre Leblan) : Emmett
- Joh Bohn : l'agent Lug
- Jasi Lanier : Rose
- Michael Aaron Milligan (VF : Jean-Pierre Leblan) : Frank
- Laura Warner : Eunice
- Randy Austin : Gabriel
- Milorad Djomlija : Glen Prichard
- Sam Furman : Danny
- Karen Kaia Livers (VF : Marylin Josselin) : Susie McCallum
- Tony Messenger : Jebediah Woodley Sr.
  - Version française
    - Studio de doublage : Les studios de Saint Maur
    - Direction artistique : Jean-Pierre Leblan
    - Adaptation : Éric Lajoie